# Gil López de Oñaz Loyola
Gil López de Oñaz (Amasa siglo XII) fue un pariente mayor  de Guipúzcoa (España) que lideró las  tropas guipuzcoanas al servicio de la corona de Castilla contra Navarros y Gascones en la batalla de Beotibar el 19 de septiembre de 1321.
Participó en las negociaciones de treguas con Navarra en 1329.
En reconocimiento de sus acciones, el rey Alfonso XI de Castilla y León, al fundar la Orden de la Banda en 1330, concedió a Gil de Oñaz y sus hermanos una condecoración, como glosaron los cantares y recoge Monumenta Ignatiana.

## Contexto histórico
En el año 1200, el territorio guipuzcoano fue conquistado por Alfonso VIII y pasó a formar parte de la corona de Castilla, lo que provocó tensiones e incursiones  en la frontera con el reino de Navarra que tenía sus bastiones fronterizos en Gorriti y Lecumberri. Por parte guipuzcoana, el fuerte fronterizo era Berástegui.
Los guipuzcoanos, en una de sus incursiones,  se apoderaron del castillo de Gorriti. Como represalia se encaminó hacia la frontera el Gobernador del Reino de Navarra , Ponce de Morentayna, con un buen número de navarros y gascones liderados por Pons de Mortagne, dispuestos a incursionar sobre la región tolosana.
Asaltaron la villa de Berastegui y siguieron avanzando hacia Tolosa, pero en un pequeño valle de Beotibar,  Gil López de Oñaz atacó a los navarros infligiéndoles una severa derrota con muchas bajas.

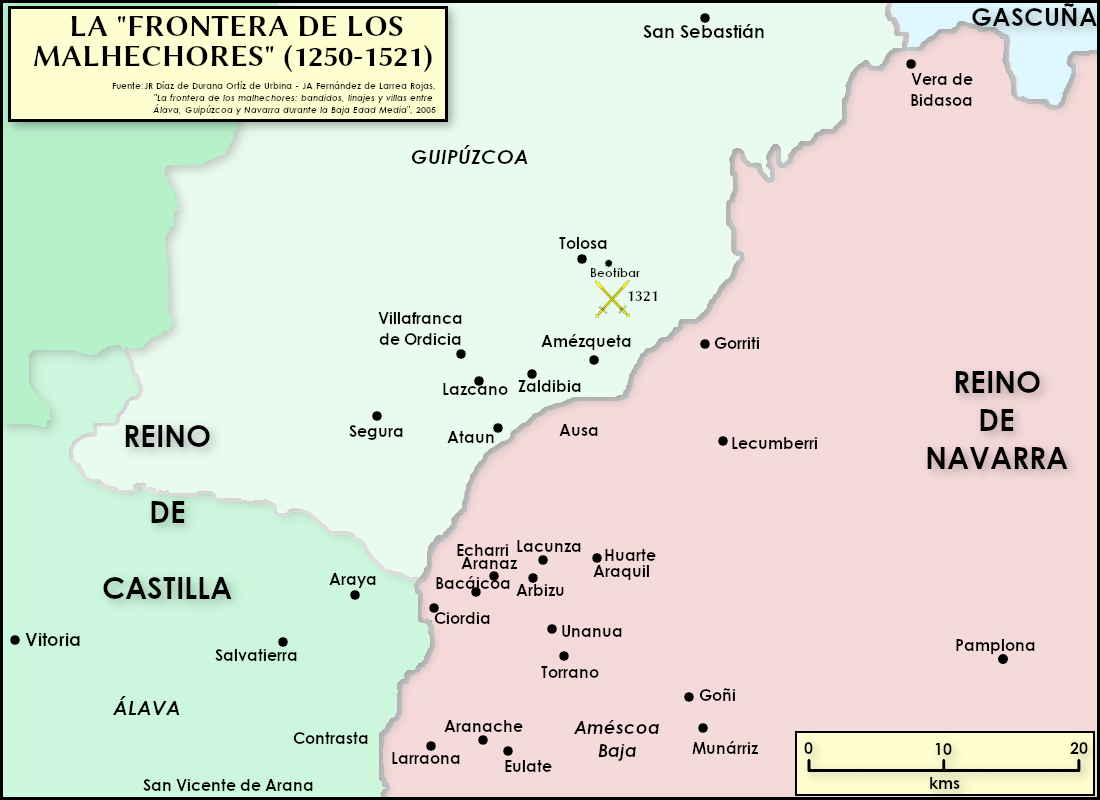
Frontera entre los reinos de Navarra y Castilla

El ejército guipuzcoano estaba compuesto por, aproximadamente, 800 soldados. En cuanto al ejército navarro, las fuentes históricas difieren respecto a su tamaño; sin embargo, las estimaciones más fiables indican que estaría compuesto por varios miles de soldados.
Las consecuencias de esta batalla fueron elevadas a un rango casi legendario por la literatura posterior, especialmente en obras como la Gran Crónica de Alfonso XI, donde se exalta su importancia dentro del contexto histórico de la época.
Los siguientes años la frontera entre Navarra y Casilla seguía siendo inestable y terreno propicio para bandoleros y cuatreros, los reyes Alfonso XI de Castilla y Felipe III de Navarra llegaron a acordar en 1330 un pacto de amistad en el que se comprometieron a cooperar para hacer frente a los daños provocados por los “malhechores”.